# Fortalesa de Santo António da Ponta da Mina
La fortalesa de Santo António da Ponta da Mina o Forte de Ponta da Mina era un fort situat al nord-est de la capital de l'illa Santo António a l'illa de Príncipe, São Tomé i Príncipe. Es troba a Ponta da Mina, el llogaret de Fortaleza rep el nom de la fortalesa abandonada.

## Història
El fort de l'illa va ser construït per primera vegada el 1695. Segons el pare Cunha Matos, en aquesta mateixa data, una companyia d'infanteria va venir com a guarnició de la fortalesa. El 1706 i el 1709, la ciutat de Santo António va ser envaïda pels francesos durant la Guerra de Successió espanyola i la fortalesa fou incendiada a trets de la seva artilleria. En 1719, la ciutat va ser cremada fins als fonaments pel pirata anglès Bartholomew Roberts Black Bart en venjança de la mort del capità Howell Davis.
Segons el pare Cunha Matos, la "Bateria Real" tenia una forma semicircular, tenia 16 peces d'artilleria de bronze i de 3 a 14 canons de calibre. La Bateria Reial modelada en zig-zag amb la Bateria de Príncipe. La ubicació de la Bateria Reial era de 500 peus (150 metres) sobre el nivell del mar, la bateria Príncipe era de 200 peus (65 metres) sobre el nivell del mar.

### Història posterior
Les obres de reparació es van fer entre 1885 i 1886, el 1890 la fortalesa fou abandonada. Es van fer altres reparacions el 1905, el 1907 i el 1910, però foren insuficients, va ser totalment abandonat. Les cinc últimes peces de bronze del fort es van fundar a la ciutat a la primera meitat del segle xx, amb foc quan el general António Óscar de Fragoso Carmona va visitar l'illa el 1938.
Avui, la fortalesa esta en ruïnes, coberta d'arbres, amb un antic canó de ferro, que va sobreviure al peu d'una vell polvorí.